# 의무
의무(義務)란 사람으로서 마땅히 해야 할 일을 가리킨다. 문학 작품 등에서는 존재 및 생명으로서 해야 할 바를 나타내기도 한다. 의무와 권리를 대응하여 말하는 때가 많다.
도덕적으로는 그것을 원하건 원치 않건 마땅히 해야 할 것으로서, 우리로 하여금 그 준수를 강요하는 여러 가지 구체적인 길을 의무라고 말한다. ‘할 것’ 또는 ‘해야 한다’는 명령이나 강제 형태를 취하는 의무는, 한편으로는 가령 본능·욕망 등에 사로잡혀 반드시 사람의 길(道理)에 따른다고는 할 수 없는 인간의 양면을 나타내고 있다. 의무의 본질·원천 등에 관해서는 학설에 따라 다르다.
법적으로는 법률에 명문으로 '하라!' 또는 '해서는 안 된다!'라고 강제당하는 것이 의무이다.

## 법적 의무의 종류
보통 국민의 의무로 여러 가지를 꼽는데, 주로 4대 의무라고 부른다. 여기에는 고전적 의무로서 국방의 의무와 납세의 의무가 있고, 사회에 대한 의무(사회적 의무)로서 교육의 의무와 근로의 의무가 있다. 대한민국의 헌법이 말하는 의무는 이 4대 의무이다.
준법의 의무를 추가해서 5대 의무라는 의견도 있다.
그밖에도 환경 보전의 의무나 재산권 행사에서 공공복리에 적합의 의무를 규정하기도 한다.

## 같이 보기
- 권리
- 국민의 권리와 의무
- 의무론적 윤리
- 다르마
- 효
- 도덕